# Focke-Wulf Fw 206
O Focke-Wulf Fw 206 foi um projecto da Focke-Wulf para uma aeronave comercial de transporte de passageiros. Seria um avião todo em metal, monoplano, e com dois motores BMW Bramo 323. Contudo, a aeronave nunca chegou a ser produzida devido ao despoletar da Segunda Guerra Mundial.